# Esquizofrenia pseudoneurótica
A esquizofrenia pseudoneurótica é um transtorno mental postulado, categorizado pela presença de dois ou mais sintomas de doença mental, como ansiedade, histeria e neuroses fóbicas ou obsessivo-compulsivas. Frequentemente, é reconhecido como um transtorno de personalidade. Os pacientes geralmente apresentam sintomas de ansiedade salientes que disfarçam um transtorno psicótico subjacente.
Na década de 1940, os psiquiatras Paul Hoch e Philip Polatin criaram o termo esquizofrenia pseudoneurótica. Essa doença mental, entretanto, não é mais reconhecida como uma entidade clínica. Em 1972, passou a ser chamada de transtorno de personalidade limítrofe, termo cunhado por Otto Friedmann Kernberg, que se referia a uma vasta gama de questões.
A esquizofrenia pseudoneurótica está na versão russa adaptada da CID-10 (código F21.3). Também está listada na CID-10 como um transtorno esquizotípico.

## Sinais e sintomas
O diagnóstico da esquizofrenia pseudoneurótica pode ser feito a partir de observação clínica e por vários exames psiquiátricos por um profissional da saúde mental e pela explicação do paciente sobre as suas experiências. Um paciente deve se identificar com pelo menos dois desses sintomas para ser distinguido como esquizofrênico pseudoneurótico. A intensidade de um sintoma pode variar com a gravidade do distúrbio do paciente. Os sintomas são organizados em distúrbios de pensamento e associação, distúrbios da regulação emocional, distúrbios do  sensório-motor e funcionamento autonómico, pan-ansiedade, pan-neurose e pansexualidade. Os dois sintomas podem cair em qualquer uma dessas categorias.

### Distúrbios do pensamento
- Um pensamento contínuo e intencional não pode ser realizado. Pensamentos um tanto semelhantes parecem ser os mesmos.[7]
- A capacidade de formar e compreender conceitos é fraca. Novas ideias não podem ser facilmente fundidas com velhos conceitos. Experiências separadas são cultivadas como conceitos separados, apesar do fato de que combiná-los seria mais natural.
- A fantasia não é distinguida da realidade. Ocorrências reais parecem ter sido imaginadas e pensamentos fantasiosos parecem ter realmente acontecido.
- Falta de conhecimento e concentração.
- Ocorrem exemplos comuns de pensamento urgente.
- O bloqueio do pensamento, que é o oposto do sintoma anterior, também foi relatado como um sintoma da esquizofrenia pseudoneurótica.
- Ocorrem distúrbios da consciência, atenção, antecipação e concentração. O comportamento desagradável não é reconhecido. A ideia de que se pode ter efeitos sobre os outros é perplexa.
- A autopercepção é alterada.
- Anacronismo

### Desregulação emocional
- A ansiedade é provocada com extrema facilidade. Uma crise de ansiedade pode ser estimulada por qualquer mudança na atividade ou localização do paciente. Qualquer coisa estranha, uma experiência ou uma pessoa, pode provocar ansiedade.
- Várias emoções diferentes são expressas simultaneamente ou em rápida sucessão. A exibição de emoções é modulada e imprevisível.[7]
- O paciente está apático em relação a iniciar, manter e interromper uma resposta emocional.
- É difícil lidar com a raiva. Sentimentos de medo, raiva e culpa são expressos de forma inadequada e as respostas são muito voláteis ou inertes.
- As necessidades são fortemente desejadas, mas amargamente rejeitadas quando oferecidas. A provocação é procurada e evitada ao mesmo tempo.
- Anedonia
- O paciente presta muito pouca ou excessiva atenção às interações amigáveis de outras pessoas.
- Na tentativa de sentir emoções, o paciente fará uma farsa de comportamento regular. Ao fazer isso, o paciente pode tirar proveito dos outros social, sexual e intelectualmente.
- A rejeição de sentimentos emocionais ocorre porque os sentimentos são vistos como prova de fraqueza.
- O paciente anseia por satisfação instantânea de todos os seus desejos e espera realização imediata.

### Funcionamento sensório-motor e autonómico
- A percepção sensorial falha, distorcendo a maneira como o paciente se vê.
- O paciente tem extrema dificuldade em escolher e acompanhar as reações consistentes e adequadas em situações sociais. As reações emocionais parecem ser excessivamente dramáticas ou minimizadas.
- Quantidade irregular de energia é mostrada. O paciente não tem ou tem muita energia em momentos inadequados.[7]

### Ansiedade
A ansiedade difusa é estimulada por um catalisador menor e pode persistir muito depois deste desaparecer.
Pan-neurose é a existência de múltiplos sintomas neuróticos, tais como:
- obsessões
- compulsões
- fobias
- histeria
- depressão
- hipocondria
- despersonalização

### Sexualidade
- Para aliviar a angústia sexual o mais facilmente possível, o paciente não baseia a atração sexual na identidade de género dos outros.